# Каменка (Полесский район)
Каменка — посёлок в Полесском районе Калининградской области. До 2017 года входил в состав Тургеневского сельского поселения.

## География
Посёлок Каменка находится на северо-западе Калининградской области, составлен из двух очагов застройки, большего и меньшего по площади, причём второй отдалён от первого на 2,4 км к северо-востоку, располагаясь на левом берегу малой реки именем Мордовка. Большая по площади часть посёлка расположена в 7,7 км к западу, меньшая — в 6,8 км к северо-западу по прямой от районного центра, города Полесска.

## История
Населённый пункт относится к исторической области древней Пруссии именем Самбия.
По итогам Второй Мировой войны населённый пункт Штайнау (нем. Steinau) передан в состав СССР вкупе с северной частью Восточной Пруссии. В 1946 году был переименован в посёлок Каменка.

## Население
| 2002 | 2010 |
| ---- | ---- |
| 67   | ↗90  |